# Достук (Сузакский район)
Достук (кирг. Достук) — село в Сузакском районе Джалал-Абадской области Кыргызстана. Входит в состав Сузакского айылного аймака.

## География
Село расположено в юго-восточной части области, на правом берегу реки Кёгарт, на расстоянии приблизительно 2 километров (по прямой) к юго-западу от села Сузак, административного центра района. Абсолютная высота — 673 метра над уровнем моря.

## Население
Согласно оценочным данным Национального статистического комитета Кыргызской Республики, численность населения села на начало 2023 года составляла 2092 человека.
| год     | 2009 | 2014 | 2015 | 2020 | 2021 | 2023 |
| ------- | ---- | ---- | ---- | ---- | ---- | ---- |
| человек | 1578 | 1802 | 1646 | 1893 | 1960 | 2092 |